# Wolphin
En wolphin eller wholphin er en sjælden krydsning mellem et Øresvin Tursiops truncatus og en Halvspækhugger Pseudorca crassidens. Der findes 2 eksempler fra fangenskab, begge i Sea Life Park på Hawaii, men der er også rapporter om at krydsningerne forekommer i naturen.
Den første kendte wolphin kom til verden i fangenskab i 1985, hvor et hun-øresvin og en han-halvspækhugger delte et bassin. Wolphinens størrelse, farve og form er en blanding mellem de to forældres. Hun blev kaldt Kekaimalu og har 66 tænder (en mellemting mellem øresvinets 88 og halvspækhuggerens 44). Wolphinen viste sig ikke at være steril, idet hun blev gravid i en ung alder. Den første kalv døde efter et par dage. I 1991 fødte Kekaimalu igen, en datter kaldet Pohaikealoha. I to år tog hun sig af kalven, dog uden at give den mælk – trænerne håndfodrede kalven. Pohaikealoha døde som 9 årig. Den 23. december 2004 fik Kekaimula sin tredje kalv, datteren Kawili Kai. Denne kalv fik mælk af moderen og var meget legesyg. Efter et par måneder var den allerede på størrelse med et 1 år gammelt øresvin.
Begge dyr holdes fortsat i fangenskab, men er ikke en del af den normale rundvisning ved Sea Life Park.
En wolphin ses ikke almindeligvis i naturen, men er kendt blandt fiskere "Det Store Grå Bæst". Blandede flokke af halvspækhugger og øresvin ses ofte i naturen.
På engelsk hedder halvspækhugger false killer whale og navnet "wolphin" er en sammentrækning af de engelske ord "whale" (hval) og "dolphin" (delfin). 

## Eksterne link
- Sea Life Park billeder (Bunden af siden) Arkiveret 11. marts 2007 hos  Wayback Machine
- Sea Life Park billeder (Toppen af siden) Arkiveret 11. marts 2007 hos  Wayback Machine